# Heiner Koch
Heiner Koch (ur. 13 czerwca 1954 w Düsseldorfie) – niemiecki duchowny katolicki, arcybiskup metropolita Berlina od 2015.

## Życiorys

### Prezbiterat
Święcenia kapłańskie otrzymał 13 czerwca 1980 i został inkardynowany do archidiecezji kolońskiej. Pracował przede wszystkim jako duszpasterz parafialny, był także m.in. diecezjalnym duszpasterzem młodzieży (1983-1985), dyrektorem wydziału kurialnego ds. duszpasterskich (1992-2002) oraz prowikariuszem generalym archidiecezji (2002-2006). W latach 2002–2005 był sekretarzem generalnym komitetu przygotowującego Światowe Dni Młodzieży 2005 w Kolonii. Jest doktorem teologii o specjalności pedagogicznej.

### Episkopat
17 marca 2006 został mianowany biskupem pomocniczym archidiecezji kolońskiej, ze stolicą tytularną Ros Cré. Sakry biskupiej udzielił mu kardynał Joachim Meisner.
18 stycznia 2013 papież Benedykt XVI mianował go ordynariuszem diecezji drezdeńsko-miśnieńskiej. Ingres odbył się 16 marca 2013. 8 czerwca 2015 Stolica Apostolska potwierdziła nominację Heinera Kocha na arcybiskupa Berlina. Ingres do głównego kościoła archidiecezji berlińskiej katedry św. Jadwigi odbył się 19 września 2015.